# NGC 1744
NGC 1744 је спирална галаксија у сазвежђу Зец која се налази на NGC листи објеката дубоког неба.
Деклинација објекта је - 26° 1' 22" а ректасцензија 4h 59m 57,6s. Привидна величина (магнитуда) објекта NGC 1744 износи 11,1 а фотографска магнитуда 11,8. Налази се на удаљености од 11,107 милиона парсека од Сунца. NGC 1744 је још познат и под ознакама ESO 486-5, MCG -4-12-29, IRAS 04579-2605, PGC 16517.